# Charlie Tahan
Charles "Charlie" Tahan, född 11 juni 1998 i Glen Rock i New Jersey, är en amerikansk skådespelare.
Tahan har bland annat medverkat i TV-serien Ozark (2017-2022). Han har även medverkat filmerna I Am Legend från 2007, Charlie St. Cloud från 2010 och Frankenweenie från 2012.

## Filmografi (i urval)
- 2007: I Am Legend
- 2008: Nätterna vid havet
- 2010: Charlie St. Cloud
- 2012: Frankenweenie
- 2017–2022: Ozark
- 2022: The Pale Blue Eye